# Ochrotrichia zihuaquia
Ochrotrichia zihuaquia är en nattsländeart som beskrevs av Bueno-soria och Santiago de Fragoso 1997. Ochrotrichia zihuaquia ingår i släktet Ochrotrichia och familjen smånattsländor. Inga underarter finns listade i Catalogue of Life.